# Norbert Turini
Norbert José Henri Turini (en español: Norberto José Enrique Turini) (Cannes, 30 de agosto de 1954), más conocido como Nobert Turini, es un eclesiástico y teólogo católico francés. Es el arzobispo de Montpellier, desde julio de 2022. Fue obispo de Perpiñán-Elna, entre 2014 a 2022 y de Cahors, entre 2004 a 2014.

## Biografía
Norbert José Henri nació el día 30 de agosto de 1954, en la ciudad francesa de Cannes.
Completó su formación secundaria en el Liceo "Carnot" de su pueblo natal.
Estudió biología, en la Universidad de Niza Sophia Antipolis, donde se graduó con un diploma.
Luego decidió ingresar en el Seminario Interdiocesano de Marsella, donde realizó su formación eclesiástica.
En 1985, obtuvo la licenciatura en Teología, por la Facultad Teológica de Estrasburgo.

### Sacerdocio
Su ordenación sacerdotal fue el 27 de junio de 1982, para la diócesis de Niza, a manos del obispo Jean Mouisset.
Como sacerdote desempeñó los siguientes ministerios:
- Adjunto del Servicio Diocesano para las Vocaciones (1982-1986).[3]
- Visitador de la prisión de Niza (1984-2000).
- Jefe de la Casa Saint-Paul para estudiantes cristianos, del Servicio Diocesano para las Vocaciones y del año preparatorio en el Seminario (1986-1996).
- Secretario para la pastoral vocacional en la región PACA (1987-1996).

Estuvo al servicio de la pastoral juvenil y director de la casa diocesana, entre 1991 a 2004.
- Vicario episcopal para la Pastoral Juvenil y las Vocaciones (1996-2000).
- Administrador parroquial de Saint-Jean-Baptiste, en Niza (1999-2000).
- Vicario general de Niza (2000-2004).

El 5 de abril de 2001, recibió el título honorífico de prelado de honor de Su Santidad.

## Episcopado

### Obispo de Cahors
El 30 de junio de 2004, el papa Juan Pablo II lo nombró obispo de Cahors.
Además de su escudo, como lema escogió la frase "Aimer, Évangéliser, Servir" - (traducida al español: "Amar, evangelizar, servir").
Recibió la consagración episcopal el 10 de octubre del mismo año, a manos del entonces arzobispo de Toulouse, Émile Marcus. Como co-consagrantes tuvo al entonces Obispo de Niza, Jean Bonfils y al Obispo de Carcasona, Alain Planet.
Como obispo pasó a formar parte de la Conferencia Episcopal de Francia (CEF), empezando a ser primeramente Miembro del Consejo para el Cuidado Pastoral de Niños y Jóvenes.
Durante su mandato se centró en aumentar el número de visitas parroquiales y crear varios cientos de grupos de oración.
Del 25 de marzo al 8 de diciembre de 2013 presidió el gran Jubileo de Rocamadour que tuvo lugar en el Santuario de Rocamadour. El obispo es muy apegado al santuario, de hecho la Virgen de Rocamadour está representada en su escudo episcopal.

### Obispo de Perpiñán-Elna

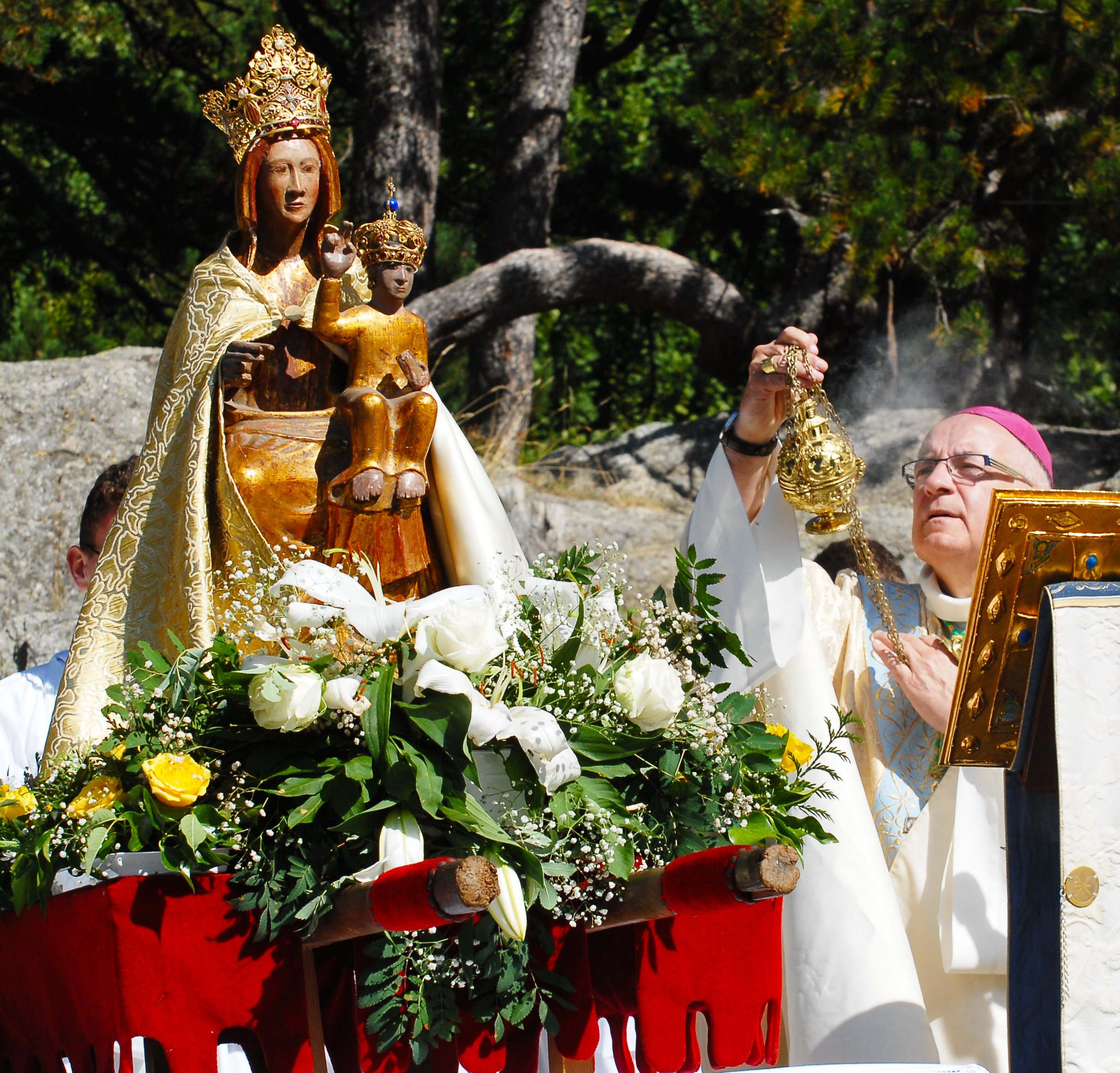
Turini incensando a la Virgen de Font-Romeu.

El 18 de octubre de 2014, el papa Francisco  lo nombró Obispo de Perpiñán-Elna. Tomó posesión canónica el 18 de enero del 2015, durante una solemne ceremonia Catedral de San Juan Bautista de Perpiñán.
- Presidente del Consejo de Comunicación de la CEF (2015-2021).[9]

### Arzobispo de Montpellier
El 9 de julio de 2022, el papa Francisco lo nombró Arzobispo de Montpellier. Dijo que esperaba terminar su carrera en Perpiñán, pero rechazar el título de Montpellier "no habría sido muy evangélico". Tomó posesión canónica el 23 de octubre del mismo año, durante una ceremonia en la Catedral de Montpellier.
- Presidente del Consejo de Relaciones Interreligiosas y Nuevas Corrientes Religiosas de la CEF, desde 2022.[9]

## Posiciones
En 2009 se unió a un grupo de obispos franceses que criticaron a un obispo brasileño por excomulgar a una mujer que organizó el aborto de su hija de nueve años, embarazada luego de haber sido violada repetidamente por su padrastro, argumentando "En este mundo herido, debemos adoptar actitudes de esperanza en vez de agazaparse en condenas que van en contra de los caminos compasivos del amor misericordioso”.
En una entrevista de 2012 , dijo que se sentía cómodo con el marco legal francés de laicidad y que hacía esencial construir puentes mientras "el peligro está en las palabras que terminan en 'ismo'". Aconsejó respuestas no violentas a los insultos religiosos sufridos por los musulmanes y pidió un "debate pacífico" sobre el matrimonio entre personas del mismo sexo.
En noviembre de 2020, se opuso cuando el gobierno limitó el número de asistentes a los servicios religiosos a 30. Dijo que la Iglesia había apoyado totalmente las medidas de salud del gobierno durante la pandemia de COVID-19, pero calificó a este límite "un profundo injusticia" y les dijo a sus sacerdotes que no contaran a los asistentes en los servicios.

## Escudos episcopales
|                  |
| Obispo de Cahors |

|                          |
| Obispo de Perpigñán-Elna |

|                          |
| Arzobispo de Montpellier |